# Śląska Ostrawa
Śląska Ostrawa (dawn. do 1919 r. Ostrawa Polska; cz. Polska/Slezská Ostrava, niem. Polnisch/Schlesisch Ostrau) – dawniej samodzielne miasto, obecnie jedna z 37 części miasta statutarnego Ostrawy, stolicy kraju morawsko-śląskiego, we wschodnich Czechach, tworzy część obwodu miejskiego Śląska Ostrawa na wschodnim brzegu rzeki Ostrawicy, w śląskiej części miasta. Jest to także jedna z 39 gmin katastralnych o powierzchni 1197,522 ha. Populacja w 2001 wynosiła 7226 osób, zaś w 2012 odnotowano 1843 adresy.

## Demografia[4]
| Rok             | 1869 | 1880 | 1890  | 1900  | 1910  | 1921  | 1930  | 1950  | 1961  | 1970  | 1980 | 1991 | 2001 |
| --------------- | ---- | ---- | ----- | ----- | ----- | ----- | ----- | ----- | ----- | ----- | ---- | ---- | ---- |
| Liczba ludności | 4620 | 9049 | 13176 | 18805 | 22892 | 22890 | 22242 | 18104 | 14363 | 11007 | 9859 | 7406 | 7226 |

## Historia
Miejscowość została po raz pierwszy wzmiankowana w 1229 roku, w bulli papieża Grzegorza IX dla benedyktynów tynieckich, zatwierdzającej ich posiadłości w okolicy Orłowej, w tym Ostrawę jako Ostrawa. Na rzece Ostrawicy, nad którą leżała Ostrawa, w grudniu 1261 uregulowana została granica pomiędzy śląską kasztelanią cieszyńską a Morawami co potwierdzono w specjalnym dokumencie wystawionym przez nowego króla czeskiego Przemysła Ottokara II. W 1268 powstał klasztor Benedyktynów w Orłowej, a orłowscy mnisi posiedli prawo pobierania dochodów z karczmy i dziesięcin m.in. z położonej po śląskiej stronie Ostrawy. Po założeniu Morawskiej Ostrawy, co stało się pomiędzy 1268 a 1278, dla odróżnienia od niej prawobrzeżną Ostrawę zaczęto nazywać Słowiańską, a od XVI wieku Polską.
W 1290 w wyniku trwającego od śmierci księcia Władysława opolskiego w 1281/1282 rozdrobnienia feudalnego księstwa opolsko-raciborskiego powstało nowe księstwo cieszyńskie, w granicach którego znalazła się również prawobrzeżna Ostrawa. Siedem lat później granica na Ostrawicy została uregulowana po raz kolejny na mocy dyplomu zawartego w 1297 między Mieszkiem cieszyńskim a biskupem ołomunieckim Dytrykiem. Na liście świadków tego dokumentu widniał kasztelan (grodowy) ostrawski Herman, rezydujący z pewnością na tutejszym zamku. Od 1327 księstwo cieszyńskie stanowiło lenno Królestwa Czech, co zmniejszyło znaczenie zamku. W 1332 wymieniony jest ostatni znany kasztelan ostrawski, rycerz imieniem Dziersław.
Założona na przełomie XIV i XV wieku parafia św. Jerzego Męczennika w połowie XV wieku liczyła 165 osób.

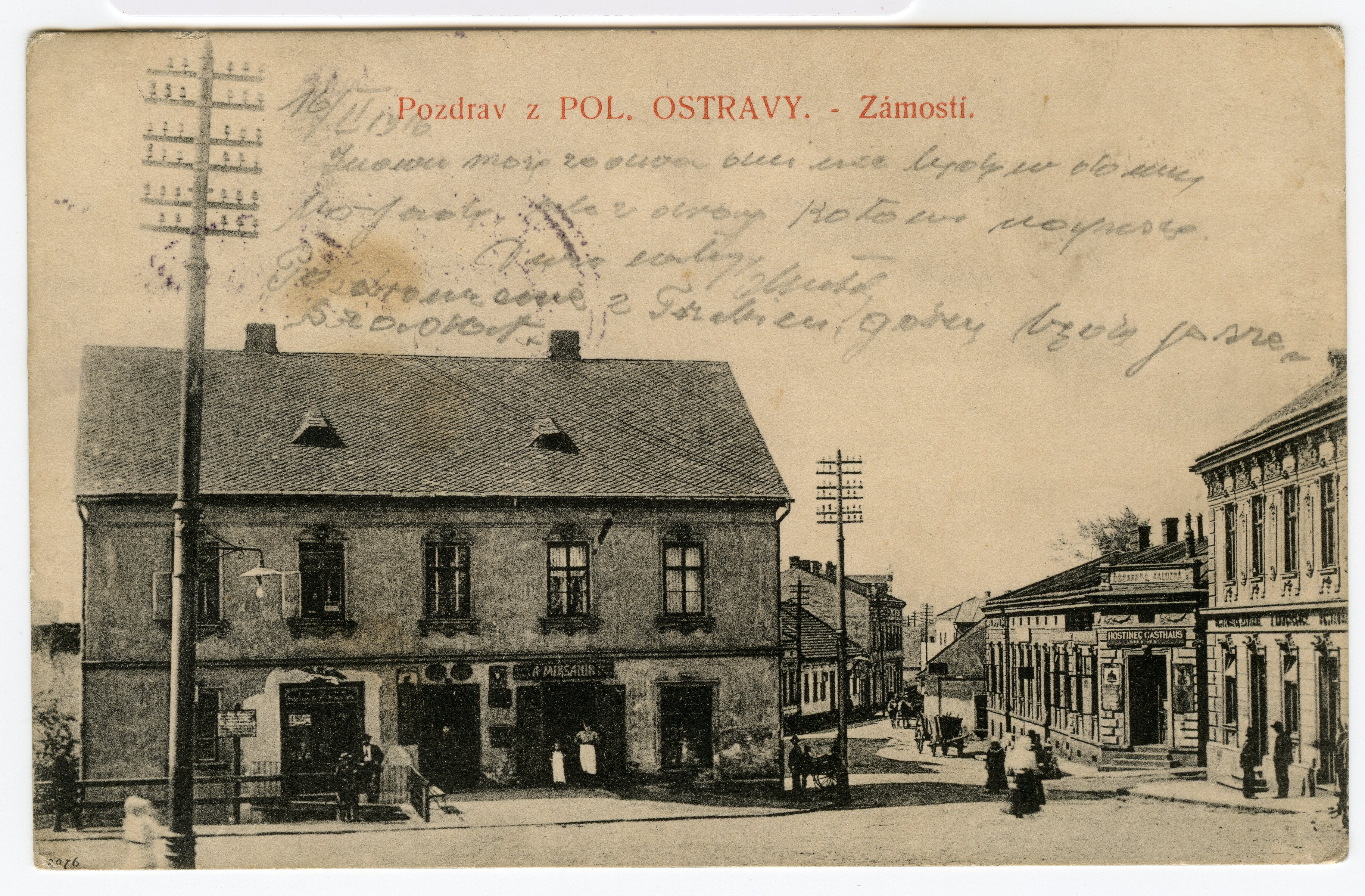
Pozdrowienia z Polskiej Ostrawy - pocztówka wysłana w 1916 r.

Pierwszymi znanymi prywatnymi właścicielami Polskiej Ostrawy byli Jan i Arnošt z Tworkowa piszący się na dokumencie z 1434 na Polskiej Ostrawie. W latach 70. XV wieku był to z kolei Hrziwnacz z Heraltic. Najważniejszymi rodami szlacheckimi władającymi Polską Ostrawą byli później Sedlniccy z Choltic (1508-1714) oraz Wilczkowie z Dobrej Zemicy (1714-1848). Sedlniccy w XVI wieku przebudowali miejscowy zamek na renesansowy. Za panowania Wilczków w 1787 rozpoczęto wydobycie węgla kamiennego, co rozpoczęło rozwój również demograficzny miejscowości, w 1879 podniesionej do rangi miasteczka. W latach 1911–1913 wybudowano budynek ratusza.
W 1904 dzięki staraniom Macierzy Ziemi Cieszyńskiej w miejscowości powstała szkoła ludowa z polskim językiem wykładowym, a w latach 1906-1908 dwie ochronki dla polskich dzieci.
Według austriackiego spisu ludności z 1910 roku miasteczko Polska Ostrawa miała obszar 1405 hektarów i 22892 mieszkańców, z czego 22693 zameldowanych na stałe, 1296 (5,7%) niemiecko-, 16927 (74.6%) czesko i 4467 (19.7%) polskojęzycznych. Żydzi nie mogli deklarować używania języka jidysz, więc większość zadeklarowała język niemiecki jako ich język potoczny. Podział według religii kształtował się następująco: 21604 (94.4%) katolików, 885 (3.8%) ewangelików i 290 (1.3%) wyznawców judaizmu.
Po I wojnie światowej miasteczko znalazło się w granicach Czechosłowacji, a 17 listopada 1919 roku zmieniono jego nazwę na Śląską Ostrawę. 17 września 1920 uzyskała ona pełnię praw miejskich.
Po powstaniu państwa czechosłowackiego powstała idea stworzenia Wielkiej Ostrawy. Projekt z 1919 przewidywał połączenie 15 gmin: Morawska Ostrawa, Przywóz, Witkowice, Mariánské Hory, Zábřeh nad Odrou, Nová Ves, Hrabůvka, Svinov, Kunčice nad Ostravicí, Malé Kunčice, Polska Ostrawa, Muglinov, Gruszów, Radwanice i Michałkowice. Po szeregu wydanych ustaw i rozwiązaniu szeregu punktów spornych o przynależność nowego tworu administracyjnego do Moraw lub Śląska projekt ograniczono tylko do 7 morawskich gmin połączonych w jedno miasto o nazwie Morawska Ostrawa. W Śląskiej Ostrawie powstał konkurencyjny projekt przyłączenia do niej Gruszowa, Muglinowa, Michałkowic i Radwanic, jednak nie zgodziły się na to Radwanice i Muglinów.
W październiku 1938 r. wraz z Zaolziem skrawek gminy Śląska Ostrawa został przyłączony do Polski i 1 lutego 1939 włączony do wiejskiej gminy Pietwałd w powiecie frysztackim. Przyłączony obszar składał się z nieużytków, brak w nim było większej liczby zabudowań. Pozostały obszar z większością ludności pozostał w granicach Czech. 1 lipca 1941 r. Śląska Ostrawa została włączona do Ostrawy Morawskiej w ramach realizacji projektu tzw. Wielkiej Ostrawy. Oznaczało to też koniec samodzielności Śląskiej Ostrawy. W 1941 do Morawskiej Ostrawy przyłączono m.in. Śląską Ostrawę, Gruszów, Kończyce Wielkie, Kończyce Małe, Michałkowice, Muglinów i Radwanice z powiatu frydeckiego. W latach 1946–1960 miejscowości te stanowiły swój własny obwód miejski, zaś w latach 1961-1990 były w obwodzie miejskim Śląskiej Ostrawy.